# Nonards
Nonards é uma comuna francesa na região administrativa da Nova Aquitânia, no departamento de Corrèze. Estende-se por uma área de 11,1 km². Em 2010 a comuna tinha 449 habitantes (densidade: 40,5 hab./km²).